# José Miguel Nieves
José Miguel Nieves Pinto (16 de junio de 1975; Guacara, estado Carabobo, Venezuela), es un exbeisbolista venezolano. Actualmente es entrenador de tercera base de los Navegantes del Magallanes

## Trayectoria
Con 20 años debutó en la Liga Venezolana de Béisbol Profesional con los Caribes de Oriente en la temporada 1995-96, 
En la Major League Baseball jugó para los Cachorros de Chicago (1998-2000) y los Ángeles de Anaheim (2001-02). En cinco temporadas en Grandes Ligas, Nieves registró un promedio de .242, bateando nueve jonrones y remolcando 51 carreras en 212 partidos.
La temporada 2002-03 fue la última con el equipo de Caribes ya que en la temporada 2003-04 pasó a las filas de los Navegante del Magallanes, equipo con el cual se retiró en la temporada 2006-07 a la edad de 31 años.
En 2013 fue mánager de los Dayton Dragons, y a finales de 2016 empezó como entrenador de los Navegantes del Magallanes.